# Štetje prebivalstva v Betlehemu
Štetje prebivalstva v Betlehemu (znano tudi kot Štetje v Betlehemu) je olje na tabli flamskega renesančnega umetnika Pietera Bruegla starejšega, naslikano leta 1566. Podpisano je in meri približno 115,5 cm × 163,5 cm. Trenutno je na ogled in razstavljeno v belgijskem Kraljevem muzeju likovnih umetnosti v Bruslju, ki ga je pridobil leta 1902. Je ena prvih slik v zahodni umetnosti, ki ima pomembno snežno pokrajino in je bila naslikana po zimi 1565, ki je bila ena najostrejših zim v zgodovini.

## Opis
Gledalec gleda na zimsko flamsko vas z dvignjenega položaja. Sonce ravno zahaja in pred vogalno hišo spredaj levo se je zbrala množica. Več jih je na poti, vključno z Jožefom in Marijo, ki sta upodobljena kot vsi drugi ljudje, razen dejstva, da Marija za jahanje uporablja osla. Pred vogalno hišo zakoljejo prašiča in pripeljejo drugega. Vaščani se ne pustijo motiti in se lotijo svojih običajnih dejavnosti: v zgornji desni polovici slike gradijo kočo, otroci se obmetavajo s  snežnimi kepami in se zabavajo na ledu. Oprema za igro so sanke z drsnimi trni in vrtavke na ledu. Iz votlega drevesa v katerem je pivnica s sodom pred njim, visi tabla z labodom. Levo zgoraj je masivna cerkev, nato stanovanjske hiše in zgoraj desno ruševine gradu. Na zamrznjeni reki zgoraj levo so nosači vreč, ki se podpirajo s palicami.
Širok vaški trg se odpira levo skozi vogalno hišo. Od tam naprej teče os do ruševine zgoraj desno. Ta os se po vogalni hiši odpre diagonalno. Drugo, šibkejše vidno polje teče od tam do cerkve zgoraj levo. Težišče se je premaknilo iz središča v vogalno stavbo na levi, ta »zavestna motnja ravnotežja« je manieristično načelo, ki ga je Bruegel pogosto uporabljal, vključno s skrivanjem, kaj se je dejansko zgodilo v številnih naključnih zadevah. Kot pri sliki Povratek lovcev tudi vertikala dreves tvori protiutež diagonalam, tako kot je tam obzorje postavljeno visoko.

## Interpretacija
Predmet slike je popis prebivalstva v Betlehemu iz Lukovega evangelija (Lk 2,1). Vendar Bruegel dogodke popolnoma preseli v svoj čas in dom. Hiša na levi je gostilna, prepoznavna po zelenem vencu in vrču, ki visi na steni. Tu se pobirajo davki v imenu španske centralne vlade: tabla na fasadi na desni strani 'pulta' prikazuje habsburškega dvoglavega orla s cesarsko krono in verigo reda zlatega runa. Eden od zbranih je oblečen v oranžno-črno črtasto plašč in je očitno prišel od daleč: takšno podobo lahko vidimo tudi na drugi Brueglovi sliki, Pridiga Janeza Krstnika. Marijo prepoznamo po staromodnem modrem plašču, pred seboj nosi košaro, jaha na oslu. Jožef gre spredaj in v gostilno pripelje vola in osla. Kot tesar nosi sveder za pasom in žago na rami. Spodaj desno, nad ledom, prihaja še en par z dojenčki. Mimogrede iz evangelija ni razvidno, ali se je Jezus rodil pred popisom prebivalstva, torej ali je bil preštet ali ne.
Že dolgo pred Brueglom je bil na koledarskih slikah za december običajno prikazan zakol prašičev. Tu moški kleči na prašičjem vratu, medtem ko ženska zbira prašičjo kri s posodo z dolgim ročajem. Slama se uporablja za ožiganje ščetin. Plamen je opazen tudi na zimski sliki Povratek lovcev.
- Figurica z dvoglavim orlom
- Pobiralci davkov
- Marija in Jožef
- Predstavni drog na votlem drevesu
- Zakol prašičev

## O sliki in poreklo
Slika je podpisana in datirana leta 1566. Dimenzije oljne slike na hrastu so 115,5 × 163,5. Prvotno je bila v zbirki Van Colen de Bouchout v Antwerpnu. Ni mogoče dokazati ali je družina, ki je tam živela od leta 1540/42, naročila sliko. Kasneje je prišla v zbirko Edmonda Huybrechta v Antwerpnu. Od tam jo je leta 1902 kupila Koninklijke Musea voor Schone Kunsten van België.

## Sprejem
Obstaja dvanajst kopij, narejenih med letoma 1600 in 1610, večino jih je ustvaril Pieter Brueghel mlajši. Na sliki Alfreda Stevensa Das Atelier (1869) ena od teh kopij visi na steni v ozadju.
Ena od kopij je bila prodana na dražbi za 10 milijonov dolarjev leta 2013. Ena kopija iz leta 1610 je prav tako v Kraljevih muzejih lepih umetnosti v Bruslju.
- Ena od kopij Pietera Brueghla mlajšega
- Atelje (Alfred Stevens)